# Starobudínský ostrov

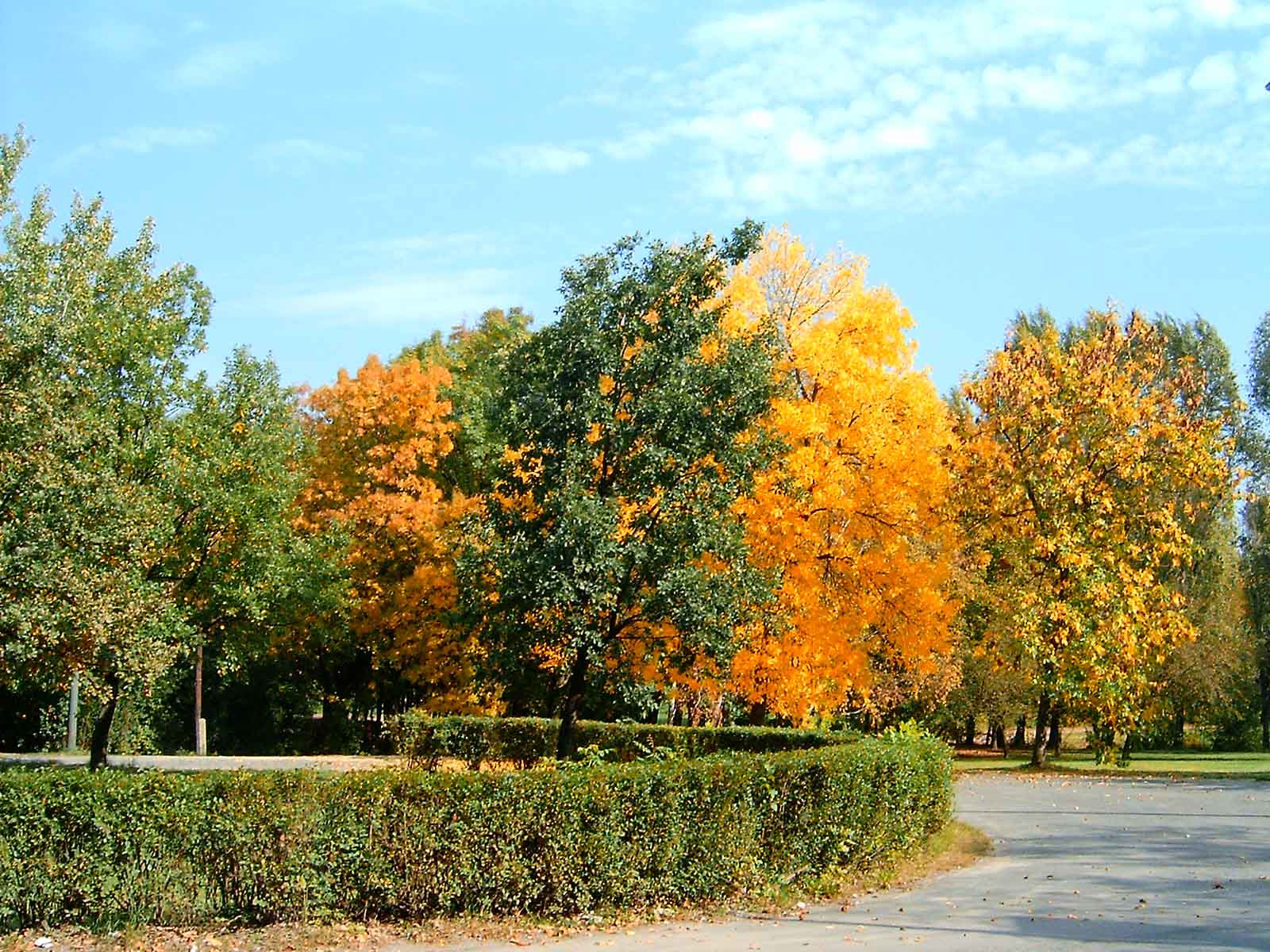
Podzim na Starobudínském ostrově.

Starobudínský ostrov (maďarsky Óbudai sziget) je největší ostrov na Dunaji v Budapešti (mezi říčními kilometry 1651 a 1654). Administrativně spadá pod III. správní obvod města. Jeho rozloha činí 108 hektarů, jeho délka potom 2750 m, a největší šířka je okolo 500 m. Využíván je jako rekreační oblast. Je zalesněný, rostou zde různé okrasné keře.
Známý je díky každoročnímu konání festivalu Sziget od roku 1993 právě zde.
Z jižní strany jej překonává Arpádův most, ale s Budínem je spojen jiným mostem, a to pro pěší.